# Samuił Samowski
Samuił Izrailewicz Samowski (ros. Самуил Израилевич Самовский ur. 1898 w Jekaterynosławiu, zm. 26 lipca 1977 w Rydze) – funkcjonariusz radzieckich służb specjalnych.

## Życiorys
Od 1919 należał do RKP(b), 1925-1927 był pełnomocnikiem Okręgowego Oddziału GPU w Połtawie, 1927-1928 szefem Wydziału Tajno-Operacyjnego tego oddziału, a od 11 czerwca 1928 do 5 września 1930 szefem Okręgowego Oddziału GPU w Niżynie. W 1930 był pomocnikiem szefa Sumskiego Sektora Operacyjnego GPU, 1930-1932 szefem Wydziału Specjalnego Charkowskiego Sektora Operacyjnego/Obwodowego Oddziału GPU, od grudnia 1932 do 1934 II zastępcą szefa Charkowskiego Obwodowego Oddziału GPU, a 1934-1937 zastępcą szefa Zarządu NKWD obwodu czernihowskiego w stopniu kapitana bezpieczeństwa państwowego. Od 24 czerwca do lipca 1937 był p.o. szefa Zarządu NKWD obwodu czernihowskiego, a od września 1937 szefem Wydziału Transportu Drogowego GUGB NKWD Kolei Sachalińskiej.